# Cape Clear

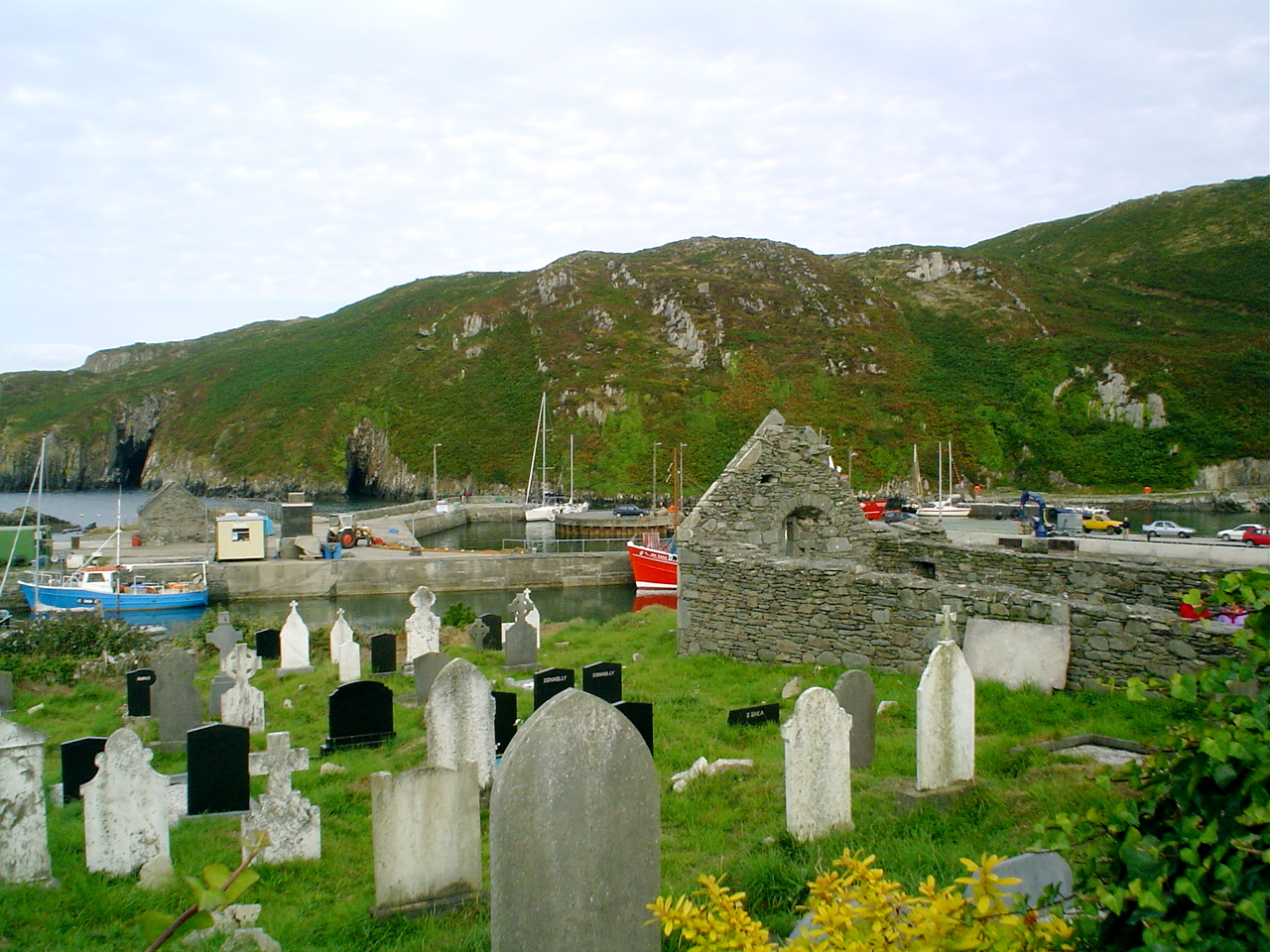
Ruiny kaplicy i cmentarza, w tle port wewnętrzny

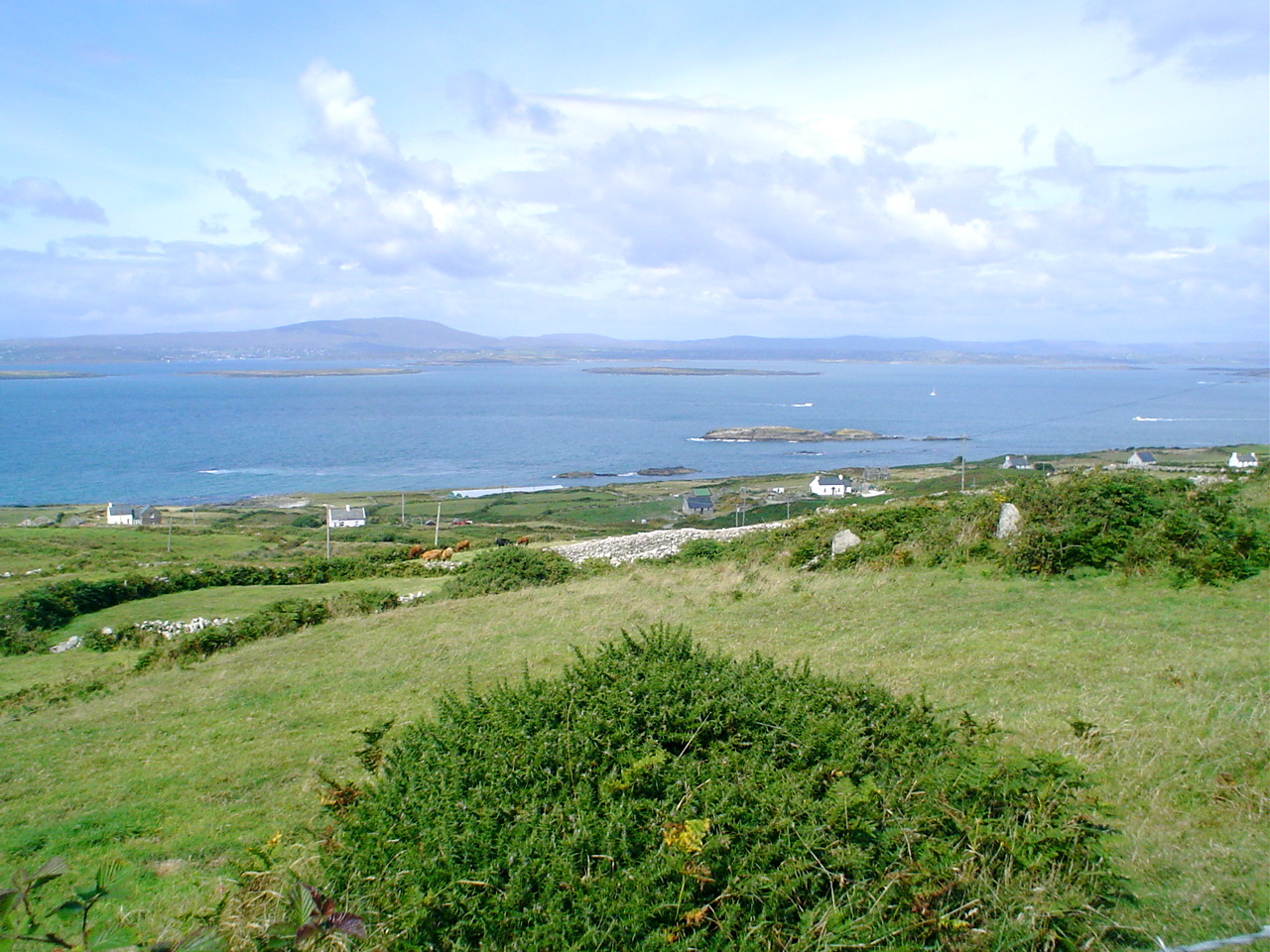
Krajobraz wyspy

Cape Clear, Clear Island (irl. Oileán Chléire) – niewielka wyspa irlandzka na Oceanie Atlantyckim, w pobliżu południowo-zachodniego wybrzeża wyspy Irlandii.
Wyspę zamieszkuje obecnie ok. 120 osób – jest to najdalej na południe wysunięta zamieszkana część Irlandii. Jedynym dalej wysuniętym lądem jest niezamieszkana skała Fastnet, znajdująca się ok. 6 km na południowy zachód od Cape Clear. Wyspa należy do obszarów zdominowanych przez język irlandzki i kulturę irlandzkojęzyczną (gaeltacht).

## Geografia
- szerokość geograficzna – 51°26' N
- długość geograficzna – 9°30' W

Cape Clear leży na Oceanie Atlantyckim, ok. 13 km od brzegu wyspy Irlandii w pobliżu Baltimore. Administracyjnie należy do hrabstwa Cork, leży w jego turystycznej części zwanej West Cork. Wyspa ma ok. 5 km długości (ze wschodu na zachód), oraz do 2,5 km szerokości (z północy na południe).

## Historia
Pierwsze pisane wzmianki o wyspie pochodzą z początku IX w. z Book of Armagh, gdzie jest wymieniana jako Inis Cléire, czyli „wyspa kleryków”. Wyspa była zasiedlona jednak już ok. 5 tys. lat temu. Świadczą o tym głównie liczne znaleziska archeologiczne z różnych okresów, od neolitu, przez celtyckie kamienie i nagrobki, po odkrycia archeologiczne i ruiny z okresu wczesnochrześcijańskiego związane z osobą św. Kierana, który urodził się na wyspie. Najbardziej znanym odkryciem archeologicznym na Cape Clear jest ponadmetrowej wysokości płaski kamień ze spiralnymi motywami, odkryty w 1875 na prywatnej posesji, datowany na ok. 2500 p.n.e., znajdujący się obecnie w muzeum w Cork.
Ze względu na swoje strategiczne położenie na wyspie w 1817 roku zbudowano wieżę sygnałową i latarnię morską. Ze względu na częste mgły i położenie w głębi wyspy latarnia służyła tylko do 1854 roku, kiedy na pobliskiej skale Fastnet zbudowano nową latarnię, zniszczoną do 1891. Obecną latarnię na skale otwarto w 1903.
Również ze względu na położenie, Cape Clear była ważnym miejscem na mapie Europy w okresie świetności komunikacji telegraficznej – do południowego portu na wyspie podpływały okręty transatlantyckie zmierzające głównie do Wielkiej Brytanii, w celu przekazania informacji do zbudowanej na wyspie stacji telegraficznej. Do czasu instalacji pierwszego podoceanicznego kabla telegraficznego w 1866, wyspa była pierwszym miejscem w Europie odbierającym wiadomości z wielu okrętów z USA.
Około 1830 roku wyspę zamieszkiwało ok. 1100 osób, w wyniku klęski głodu do roku 1870 liczba ludności spadła do ok. 600.
Około 1950 roku wyspę zamieszkiwało już zaledwie niecałe 200 osób. W 1965 roku zapoczątkowanie organizowanie kursów języka irlandzkiego na wyspie, które okazały się być przyczynkiem do rozwoju wyspy i kontynuowane są do dziś. Na potrzeby kursów rozpoczęto także budowę podstawowej infrastruktury na wyspie – w 1967 roku zorganizowano dostęp do bieżącej wody, a w 1971 roku uruchomiono po raz pierwszy ograniczony dostęp do elektryczności. Aby zapewnić pełny dostęp, w 1984 roku rozpoczęto projekt budowy małej elektrowni wiatrowej, który okazał się jednak nieopłacalny i sprzęt wkrótce został zdemontowany. Mieszkańcy i goście wyspy doczekali się pełnego dostępu do elektryczności dopiero w 1997 roku po podłączeniu wyspy podmorskim kablem do irlandzkiej sieci elektrycznej.

## Infrastruktura i życie na wyspie
Obecnie wyspa staje się ważnym punktem turystycznym – na potrzeby turystów funkcjonuje schronisko młodzieżowe, pensjonat Bed and Breakfast, 2 puby, sklep, punkt informacji turystycznej, a nawet niewielkie muzeum i biblioteka. Ponadto na wyspie znajduje się kościół katolicki, urząd pocztowy oraz szkoła.
Na wyspie corocznie we wrześniu odbywa się międzynarodowy festiwal storytellingu (Cape Clear Island International Storytelling Festival). Organizowane są także letnie kursy języka irlandzkiego. Wyspa przyciąga także miłośników przyrody – popularne są głównie obserwacje ptactwa.

## Transport
Połączenie z lądem zapewnia regularny niewielki prom Naomh Ciaran II, kursujący z Baltimore raz dziennie zimą, do 4 razy dziennie w okresie letnim. Podróż na wyspę trwa ok. 45 minut. Na pokładzie statku dostarczana jest także większość zaopatrzenia wyspy. W okresie letnim kursuje ponadto prom turystyczny z Schull, na pokładzie którego organizowane są także wycieczki do latarni na skale Fastnet.
Na wyspie istnieje dość gęsta sieć wąskich asfaltowych dróg, po których mieszkańcy poruszają się sprowadzonymi z lądu samochodami. Ze względu na koszty transportu, samochody te nie są zazwyczaj regularnie transportowane na ląd – przeznaczone są jedynie do transportu na wyspie. Średni wiek pojazdów jest z tego względu znacznie wyższy niż na lądzie Irlandii, a stan techniczny dużo gorszy. Ponadto ze względu na brak stałego posterunku Gardy, samochody niejednokrotnie nie posiadają ubezpieczenia, tablic rejestracyjnych oraz prowadzone są przez osoby niepełnoletnie.